# David Allan Poe Watt
David Allan Poe Watt (conocido hasta el 9 de junio de 1862 como David Allan Poe) ( 1830 – 13 de diciembre de 1917 ) fue un comerciante, pteridólogo y botánico escocés.

## Vida y obra
Era hijo de John Poe y de Janet Watt, y había nacido en Ayrshire, Escocia. Siendo de "población marinera," Poe fue educado en una Escuela de Gramática en Greenock, Escocia, antes de llegar a Montreal en 1846, en virtud de contratos de emisión de su tío James R. Orr, un importador e importante comisionista. Se casa allí el 24 de junio de 1857 con Frances Macintosh, y tuvieron un hijo y tres hijas.
Al término del servicio a su tío, entró en el comercio mercantil como comerciante comisionista y agente especializado en la producción. Por razones no aclaradas, su apellido de la familia y el de su esposa e hijos fue cambiado por ley en 1862 por Watt, el apellido de su madre.
En 1869 renunció a su empresa, y acepta un nombramiento como gerente de la Compañía de Almacenamiento de Montreal. En 1873, con Andrew Allan, George Alexander Drummond, y varios otros, fue incorporado a dicha Compañía, ese mismo año fue nombrado gerente de la firma.
Alrededor de 1882 fue de nuevo corredor, y más tarde se convirtió en comerciante de granos. En 1912, mientras que poco a poco se retiraba del negocio de granos, asumió el nuevo puesto de gerente de transporte de mercancías de exportación de América del Norte de Montreal: la "Montreal Ocean Steamship Company Hugh Allan" (conocida como la Línea Allan), cargo que mantuvo hasta su muerte.
Recogió muestras de peces y plantas y era considerado una autoridad en helechos. Durante la década de 1860 comenzó a trabajar en un catálogo de las plantas de Canadá, teniendo corresponsales para ayudar a recoger las muestras. También parece haber sido un coleccionista de artesanías, especialmente de bordado veneciano e inglés.
Creía en el sufragio para ambos sexos, pero con requisitos educativos y residenciales, y fue un defensor persistente de la abolición de todas las barreras a la educación de las mujeres. Su trabajo más conocido fue como "espíritu en movimiento" detrás de la Sociedad para la Protección de Mujeres y Niños. Watt trabajó sin descanso, y sus escritos sobre el tema fueron voluminosos.

## Algunas publicaciones

### Panfletos
- An open letter to the Hon. the minister of finance in re “tariff of customs”. Montreal, 1879
- Immoral legislation. Declaración impresa (pero no publicada) para información de los comisionados de la Iglesia Presbiteriana de Canadá, en asamblea general, Montreal, 10 de junio de 1885
- Moral legislation: a statement prepared for the information of the Senate. Montreal, 1890

## Honores
- Devoto presbiteriano, fue miembro de la Iglesia Erskine, en Montreal
- Miembro vitalicio de la Sociedad de Historia Natural de Montreal, actuando como su vicepresidente
- De 1862 a 1865 fue editor general de la revista bimensual, el "Naturalista canadiense", y más tarde sirvió en su comité editorial.
- En 1885, la Junta Ejecutiva de la Asociación Británica para el Avance de la Ciencia (Comité de Montreal), de la que era miembro, le regaló un reloj de oro por su contribución al éxito de la reunión de la asociación en Montreal el año anterior

### Epónimos
Especies
- (Araceae) Anthurium wattii Croat & D.C.Bay[2]

- La abreviatura «Watt» se emplea para indicar a David Allan Poe Watt como autoridad en la descripción y clasificación científica de los vegetales.[3]